# 醍醐冬基
醍醐冬基（だいご ふゆもと；1648年8月2日（慶安二年六月十四）—1697年8月30日（元祿十年七月十四）），日本江戶時代中前期公卿，醍醐家始祖。
他是一条昭良次子，在延宝2年（1674年）叙任正五位下，同年被靈元天皇賜醍醐家名，後歷任中納言、踏歌節會外弁、左衛門督、右兵衛督。貞享元年（1684年），任權大納言，元禄7年（1694年）升至正二位，元禄10年（1697年）辭去權大納言之職，同年去世，享命50歲。
善繪畫，現存作品有源氏物語畫帖。